# وورلديف
Worldef هي منصة دولية للتصدير الإلكتروني والتجارة الإلكترونية تأسست في عام 2016 من قبل Ömer Nart في إسطنبول.
الكتاب المرجعي الأول والوحيد في تركيا للتصدير الإلكتروني "E-Export from A to Z" كتبه عمر نارت وأوركسان إيساييف وتم نشره تحت مظلة worldef. في وقت لاحق ، نشرت Worldef ثلاثة كتب مختلفة عن التجارة الإلكترونية تحكي قصص نجاح التجارة الإلكترونية.
يتم دعم worldef من قبل وزارة التجارة وجمعية المصدرين الأتراك (TIM). تقام المؤتمرات والدورات التدريبية الخاصة بالتجارة الإلكترونية والتصدير الإلكتروني في مقاطعات مختلفة في تركيا بالتعاون مع وزارة التجارة والمديرية العامة للصادرات ووكالات التنمية.

## المنتدى العالمي للتجارة الإلكترونية
يتم تنظيم المنتدى الدولي للتجارة الإلكترونية "WORLD E-COMMERCE FORUM" من قبل WORLDEF. عقد المنتدى لأول مرة في اسطنبول في 15 أغسطس 2017 تحت اسم "قمة التجارة الإلكترونية الدولية عبر الحدود في أوراسيا". الحدث ، وهو أكبر مؤتمر للتجارة الإلكترونية في أوروبا ، استضاف خبراء التجارة الإلكترونية من جميع أنحاء العالم. انعقد الحدث العاشر للمنتدى في اسطنبول في يونيو 2023.
عقد المنتدى الأول الذي نظمه WORLDEF في الخارج في باكو ، عاصمة أذربيجان ، في 26-27 نوفمبر 2019. وعقد المنتدى التاسع في اسطنبول بين 28 و 29 سبتمبر 2022. في عام 2023 ، سيتم تنظيم فعاليات منتدى التجارة الإلكترونية العالمية في الولايات المتحدة والإمارات العربية المتحدة. كما يتم التخطيط لأحداث المنتدى في المملكة العربية السعودية وأذربيجان.

## مدرسة الأعمال العالمية
WORLDEF BUSINESS SCHOOL (WBS) هي مدرسة للتجارة الإلكترونية والتصدير الإلكتروني داخل WORLDEF. إنها المدرسة الأولى والوحيدة للتجارة الإلكترونية والتصدير الإلكتروني المعتمدة من قبل وزارة التربية الوطنية في تركيا. تم توفير أكثر من 40.000 تدريب فردي بواسطة WBS اعتبارًا من عام 2023. [15]
باتفاقية بين WORLDEF BUSINESS SCHOOL ووزارة التجارة ، أصبحت شريك تدريب رسمي. تم إعداد دليل التجارة الإلكترونية المتاح على موقع الوزارة www.eticaret.gov.tr بواسطة WBS.

## مؤسسة التجارة الإلكترونية العالمية
مؤسسة WORLDEF E-COMMERCE FOUNDATION هي مؤسسة فوق وطنية غير هادفة للربح تعمل في لندن واسطنبول ، وقد حددت مشاكل التجارة الإلكترونية في دول العالم كمجال دراستها. بالتعاون مع البلدان المضيفة ، تهدف المؤسسة إلى إعادة تشكيل الاقتصادات من خلال تطوير التجارة الإلكترونية. يقع ECOM LEADERS CLUB (ELC) ، أول مجتمع لقادة التجارة الإلكترونية في تركيا ، ضمن المؤسسة. يضم مركز ELC رواد التجارة الإلكترونية الرائدين في تركيا. بالإضافة إلى ذلك ، يتم تنفيذ أنشطة مثل المؤتمرات الإقليمية للتجارة الإلكترونية والتصدير الإلكتروني ودورات التدريب على التجارة الإلكترونية مع المنح الدراسية داخل مؤسسة WORLDEF E-COMMERCE FOUNDATION.